# Борец горный
Борец горный (лат. Aconitum monticola) — многолетнее травянистое растение, вид рода Борец (Aconitum) семейства Лютиковые (Ranunculaceae).

## Распространение и экология
Ареал вида охватывает Джунгарию. Описан из Джунгарского Алатау.
Произрастает по долинам рек, на границе леса в высокогорной области.

## Ботаническое описание
Стебель высотой до 1,5 м, у основания толщиной около 8 мм, прямой, слегка ребристый, простой, ветвящийся только в соцветии, в нижней части голый или опушенный мелкими волосками.
Прикорневые и нижние стеблевые листья на ребристых черешках длиной до 20 см, опушенных мелкими, прижатыми волосками. Пластинка листа округлая, длиной до 10 см, шириной до 20 см, глубоко разделённая на широко-клиновидные доли, каждая из которых глубоко надрезана на 3 крупных острых с немногими, также заострёнными, зубцами доли 2-го порядка. Сверху листья голые, снизу опушены курчавыми волосками по жилкам.
Соцветие — многоцветковая, густая, в нижней с длинными редко сидящими цветоносами кисть длиной до 45 см. Цветки жёлтые. Шлем широкоцилиндрический, высотой 10—15 мм, с сильно выдающимся вперед носиком, покрытый прямыми отстоящими волосками, ширина в верхней и средней части 5—6 мм, на уровне носика 13—15 мм. Боковые доли околоцветника яйцевидно-овальные, длиной 11—12 мм, шириной 7—8 мм; нижние доли околоцветника слегка неравные, длинйо около 10 мм, шириной 4—5 мм, снаружи опушенные. Нектарник булавовидным, слабо загнутым шпорцем длиной до 2 мм; тычинки голые, с середины расширенные, с зубцом или двумя в средней части или без них; завязи три, голые.

## Таксономия
Вид Борец горный входит в род Борец (Aconitum) трибы Живокостные (Delphinieae) подсемейства Лютиковые (Ranunculoideae) семейства Лютиковые (Ranunculaceae) порядка Лютикоцветные (Ranunculales).
|  |                       |  |                                               |                                               |                                         |  | ещё четыре подсемейства (согласно Системе APG II) | ещё четыре подсемейства (согласно Системе APG II) |                                           |  |  |  | ещё 2 рода              | ещё 2 рода       |  |  |
|  |                       |  |                                               |                                               |                                         |  | ещё четыре подсемейства (согласно Системе APG II) | ещё четыре подсемейства (согласно Системе APG II) |                                           |  |  |  | ещё 2 рода              | ещё 2 рода       |  |  |
|  |                       |  |                                               | семейство Лютиковые                           |                                         |  |                                                   |                                                   | триба Живокостные                         |  |  |  |                         | вид Борец горный |  |  |
|  |                       |  |                                               | семейство Лютиковые                           |                                         |  |                                                   |                                                   | триба Живокостные                         |  |  |  |                         | вид Борец горный |  |  |
|  | порядок Лютикоцветные |  |                                               |                                               | подсемейство Лютиковые (Ranunculoideae) |  |                                                   |                                                   | род Борец, или Аконит                     |  |  |  |                         |                  |  |  |
|  | порядок Лютикоцветные |  |                                               |                                               |                                         |  |                                                   |                                                   |                                           |  |  |  |                         |                  |  |  |
|  |                       |  | ещё десять семейств (согласно Системе APG II) | ещё десять семейств (согласно Системе APG II) |                                         |  |                                                   | ещё восемь триб (согласно Системе APG II)         | ещё восемь триб (согласно Системе APG II) |  |  |  | ещё от 250 до 300 видов |                  |  |  |
|  |                       |  |                                               | ещё десять семейств (согласно Системе APG II) |                                         |  |                                                   |                                                   | ещё восемь триб (согласно Системе APG II) |  |  |  |                         |                  |  |  |